# Costa Deliziosa
Die Costa Deliziosa ist ein Kreuzfahrtschiff der italienischen Reederei Costa Crociere. Das Schiff wurde von der italienischen Werft Fincantieri gebaut und im Jahr 2010 in Dienst gestellt.

## Geschichte

### Bau und Indienststellung
Das Schiff entstand unter der Baunummer 6164 von Fincantieri am Werftstandort in Marghera. Am 12. Januar 2009 wurde das Schiff ausgedockt. Am 27. Januar 2010 wurde das Schiff abgeliefert und kam unter italienischer Flagge mit Heimathafen Genua in Fahrt. Am 23. Februar 2010 wurde das Schiff in Dubai getauft.

### Einsatzgebiete
Ihre Premierenkreuzfahrt führte die Costa Deliziosa ab dem 5. Februar 2010 von Savona über den Sueskanal nach Dubai. Bis zum Mai 2010 fuhr das Schiff ab Dubai auf 7-tägigen Reisen im Persischen Golf und im Golf von Oman.
- Sommer 2010: 7-tägige Reisen ab Kopenhagen nach Südnorwegen bzw. in die Ostsee
- Winter 2010/11 (September – November): 10-tägige Reisen ab Savona ins östliche Mittelmeer
- Winter 2010/11 (Dezember – März): 7-tägige Reisen ab Dubai im Persischen Golf und im Golf von Oman
- Sommer 2011, 2012: Reisen ab Amsterdam nach Norwegen, Grönland und in die Ostsee[3]
- Winter 2011/12: Reisen ab Savona auf die Kanaren und ins westliche Mittelmeer
- Sommerhalbjahr 2013: Kreuzfahrten von Savona ins westliche und östliche Mittelmeer, teilweise mit Kreuzfahrten zu den Kanaren und im schwarzen Meer.

Vom 28. Dezember 2011 bis zum 6. April 2012 führte die Costa Deliziosa eine 100-tägige Weltreise durch und steuert dabei 37 Häfen an. Es war die erste Weltreise von Costa nach 50 Jahren. Die Einsatzgebiete der Costa Deliziosa sind im Sommer 2012 ebenfalls Nordeuropa und im Winter 2012/13 das westliche Mittelmeer sowie die Kanaren.
Von Januar bis April 2013 sowie 2014 führte die Costa Deliziosa wieder eine 100-tägige Weltreise durch. 2015 fuhr sie auf eine 115 Tage dauernde Weltreise zur Südhalbkugel.

### Zwischenfall 2014
Am 18. Mai 2014 kam es auf der Costa Deliziosa gegen 18:00 Uhr im Hafen von Valencia zu einem Stromausfall. Die Reise wurde abgebrochen, die Passagiere in den Zielhafen geflogen. Die nächste Kreuzfahrt ab dem 20. Mai ab Civitavecchia konnte nicht planmäßig stattfinden.

## Das Schiff

### Stil
Das Leitthema des Schiffs ist das Design. Im Atrium steht eine Skulptur des italienischen Künstlers Arnaldo Pomodoro. Die Decks sind nur nach Blumen benannt, so gibt es die Decks Orchidea, Magnolia oder Petunia. Getauft wurde das Schiff am 23. Februar 2010 im Zuge der Eröffnung des neuen Kreuzfahrtterminals in Dubai im Hafen Port Rashid.

### Ausstattung
Das Schiff verfügt über ein dreistöckiges
Theater mit allerneuster Bühnentechnologie der Marken Varilite, Zilz, Martin, Clay-Paky etc., über ein 4D-Kino und über einen Golfsimulator. Auf dem ganzen Schiff steht den Passagieren Funknetzwerk (WLAN) zur Verfügung. Weiters verfügt das Schiff, wie jedes neue Schiff der Reederei, über einen Spa-Bereich namens „Samsara Spa“, welcher eine Größe von 3.500 m² hat.

## Baugleiche Schiffe

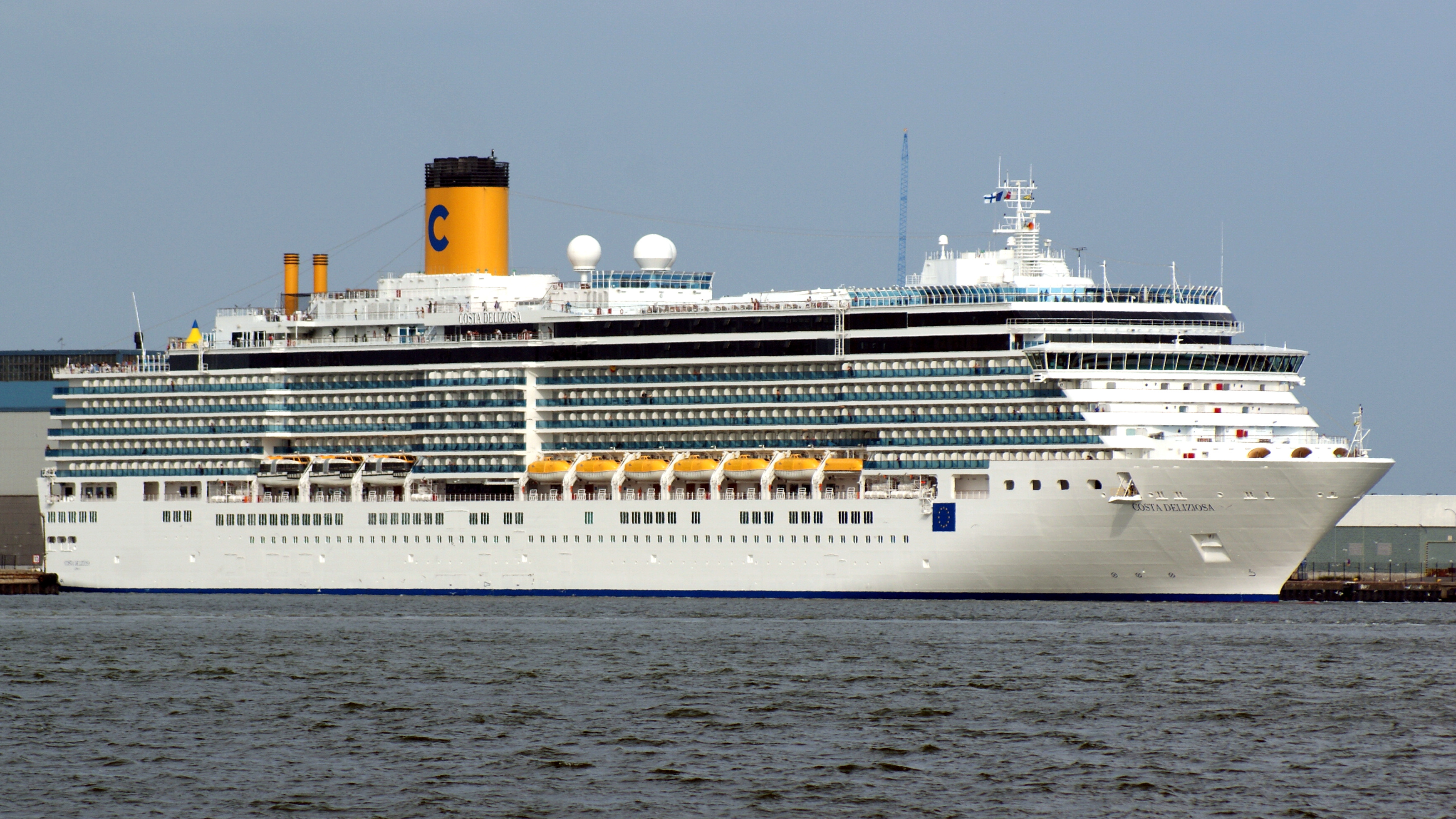
Die Costa Deliziosa in Helsinki

- Costa Luminosa